# Бенуа Сокаль
Бенуа́ Соќа́ль (фр. Benoît Sokal; 28 червня 1954, Брюссель, Бельгія — 28 травня 2021) — художник коміксів і автор таких ігор як: Amerzone, серії Syberia, Paradise, Sinking Island. Найзнаніший як творець культового квесту «Syberia».

## Біографія
У 1974 році закінчив Інститут Св. Люка в Брюсселі. Має корені з України.. Один з провідних європейських авторів, що працюють в жанрі графічної новели. Був серед перших, хто почав розфарбовувати свої картини за допомогою комп'ютера. З 1996 року почав працювати з 3D-графікою.
Вперше заявив про себе у світі комп'ютерних ігор проєктом Amerzone, що отримав на фестивалі «Imagina'99» престижну премію «PixelINA Award». Сокаль брав участь у всіх стадіях створення гри: графіка, діалоги і загальне керівництво проєктом.
У листопаді 1999 року Сокаль опублікував колекцію начерків та ескізів до цієї гри, назвавши книгу «Свідчення дослідника» (фр. «Le testament de l'explorateur»).
У 2001 році розпочав керувати роботою над новим проєктом — комп'ютерною грою «Syberia», виданої згодом компанією «Microïds» і що отримала безліч нагород в усьому світі.
Надалі Сокаль організував власну компанію «White Birds Productions», яка в 2006 році випустила свою першу гру — «Paradise».
У квітні 2009 року заявив про початок робіт над продовженням серіалу Syberia — грою Syberia III.
Свій шлях у мистецтві Бенуа почав з французького журналу «A Suivre», в якому публікувалися комікси про інспектора Канардо. Цього незвичайного героя, що перетворився майже на символ, придумав і намалював молодий Сокаль. Перекладені більш ніж на 10 мов і опубліковані видавництвом Casterman, збірники коміксів про Канардо завоювали у всій Європі величезну популярність. Знайомство Бенуа з комп'ютерною графікою почалося тільки в 90-х роках двадцятого сторіччя.
Спершу він почав обробляти свої нариси в редакторі Photoshop, а в 1994 році серйозно захопився тривимірною графікою і моделюванням.
Першим інтерактивним проєктом Сокаля став Amerzone. Цьому проєкту він присвятив близько чотирьох років своєї роботи, заслужено отримавши Премію Pixel-INA, в категорії «Ігри» на фестивалі Imagina 99.
Бенуа Сокаль став, без сумніву, першим автором коміксів, який розробив і застосував систему створення відеоігор.
Після успішного дебюту Бенуа продовжив кар'єру розробника у стінах компанії Microïds, і в 2002 році з-під його пера вийшла Syberia, що принесла своєму творцю світову популярність. На відміну від інших авторів, він брав дуже активну участь в роботі над кожним етапом створення Syberia: розробка, графіка, діалоги. У 2002 році Phenix Awards в області відеоігор визнає Бенуа Сокаля «людиною року». У листопаді того ж року у співпраці з Жераром Лемарен він публікує у видавництві Casterman книгу «Syberia. Естетика ігри», яка одночасно стала збіркою малюнків і філософських нарисів, присвячених відеогрі. У 2002 році Syberia була визнана в США пригодницької грою року. У квітні 2004 року вийшла у світ Syberia 2, продовження і завершення пригод Кейт Вокер в країні Syberia.
У 2004 році співпраця сценариста та письменника з Microïds припинилася. За рік до цього Бенуа разом з найближчими товаришами, Олівером Фонтіне, Жаном-Філіпом Мессіаном і Майклом Бемсом, заснував власну студію White Birds Productions, яка була закрита в 2011 році через банкрутство.
За час свого існування компанія випустила такі проєкти, як:
- «Paradise»
- «Sinking island»
- «Nikopol: Secrets of the Immortals»

## Особисте життя
У вільний час Бенуа захоплюється риболовлею. Хоча Сокаль знаний як художник, дизайнер і сценарист, його «блакитна мрія» — зняти свій фільм.
Помер 28 травня 2021 року після довготривалої боротьби з хворобою.

### Комікси
Всі перелічені нижче комікси, а також артбуки були видані видавництвом Casterman, за винятком Silence, on tue!, яка була видана Nathan.
- з 1978: Inspector Canardo - було видано двадцять шість альбомів, у тому числі десять у співпраці з Паскалем Ренолдом.
- 1988: Sanguine - у співпраці з Аленом Попульєром
- 1990: Silence, on tue! - у співпраці з Франсуа Рів’є
- 1996: Le Vieil Homme qui n'Écrivait Plus
- 2005-2007: Paradise - 4 томи, серія коміксів, за якою також була створена відеогра, сценарист Бенуа Сокаль, художники Брайс Бінгоно та Жан-Франсуа Брукнер
- 2010-2014: Kraa - 3 томи
- 2017: Aquarica - коміксова адаптація запланованого однойменного художнього фільму. Розроблена у співпраці з Франсуа Шуйтеном

### Артбуки
- 1999: Amerzone: Souvenirs d'une expédition  - Бенуа Сокаль
- 2002: Syberia: Esthétique du jeu - Бенуа Сокаль та Жерар Лемаріє
- 2006: Lost Paradise of Maurania - Бенуа Сокаль та Жерар Пангон
- 2017: Tout l'art de Syberia - Бенуа Сокаль та Себастьян Флох

## Проєкти
- 1999 - Amerzone
- 2002 - Syberia
- 2004 - Syberia II
- 2006 - Paradise
- 2007 - Sinking Island
- 2017 - Syberia III
- 2022 - Syberia: The World Before